# ارمنستان در ۲۰۲۱
لیست زیر رویدادهایی است که در طی سال ۲۰۲۱ (میلادی) در ارمنستان اتفاق افتاده‌است.

## صاحب منصبان
- رئیس‌جمهور: آرمن سارگسیان
- نخست‌وزیر: نیکول پاشینیان

## رویدادها

### ژانویه
در ۱۷ ژانویه ۲۰۲۱، به ابتکار مهر آوتیسیان، دستیار شهردار کاپان ،  بلندترین پرچم ارمنستان به ۳۰ متر ارتفاع توسط گئورگ پارسیان، رئیس جامعه برافراشته شد.

### سپتامبر
- [۲]
- [۳]

## درگذشتگان
- مه‌ده‌آ آبراهامیان
- آهارون آدیبکیان
- آرمن آتایان
- هاکوپ اس. آکیسکال
- آوتیس زنیان
- ولادیلن بالیان
- جرج بورنوتیان
- ویلن گالستیان
- جیوان گاسپاریان
- وارتان گریگوریان
- یوری دوخویان
- آزیز تامویان
- آناهید توپچیان
- ادوارد خانتزیان
- سرگئو کاراپتیان
- یوری هایراپتیان
- هرایر هونانیان
- نازار آلباریان
- احمد نوری‌زاده
- آرمن شکویان
- گریگور بوغباتیان
- ویگن استپانیان
- رودولف واتینیان
- آرکادی تر-تادئوسیان
- هایکو
- جرج بورنوتیان
- آلمین